# Kanał Oksfordzki
Kanał Oksfordzki (ang. Oxford Canal) – kanał wodny w środkowej Anglii, prowadzący z Oksfordu do Coventry, łącząc Tamizę z kanałem Coventry Canal. Przebiega przez miasta Banbury oraz Rugby. Krzyżuje się z Grand Union Canal, z którym dzieli wspólne koryto na odcinku od Napton on the Hill do Braunston. Długość kanału wynosi około 120 km. Znajduje się na nim 46 śluz.
Budowa kanału rozpoczęła się w 1769 roku. Pierwszy odcinek oddany został do użytku w 1774 roku, a cały kanał ukończony został w 1790 roku. Zaprojektowany przez Jamesa Brindleya, kanał miał ułatwić transport węgla, wydobywanego w okolicach Coventry, do Oksfordu i dalej wzdłuż Tamizy. Kanał utracił na znaczeniu po II wojnie światowej, do transportu towarowego wykorzystywany był do lat 60. XX wieku.